# WKS Sanok
Wojskowy Klub Sportowy „Sanok” – klub sportowy działający w II Rzeczypospolitej, z siedzibą w Sanoku.
Klub działał przy stacjonującym w mieście 2 Pułku Strzelców Podhalańskich, z tego względu był określany także jako Wojskowy Klub Sportowy 2 Pułku Strzelców Podkarpackich (WKS 2 PSP). Szefem klubu był mjr Jan Matuszek.
Wraz z końcem sezonu 1935/1936 zakończyła się dziesięcioletnia rywalizacja o Puchar Prezydenta RP Ignacego Mościckiego (który wsparł działania towarzystwa związkowe ukierunkowane na zdobywanie Odznaki za Sprawność PZN), w której spośród uczestniczących 125 towarzystw zrzeszonych w PZN zwyciężyło Towarzystwo Narciarskie WKS Sanok, uzyskując 2301 punktów. Ogłoszono to podczas XVI Zwyczajnego Walnego Zjazdu Polskiego Związku Narciarskiego 30 czerwca 1935 w Krakowie oraz potwierdzono na XVII Zwyczajnym Walnym Zjeździe PZN 11 lipca 1937 w Krakowie informując, że po dziesięcioletniej rozgrywce międzyklubowej o największą ilość punktów za sprawność narciarską (ukończoną ostatecznie w myśl regulaminu z 1936) puchar Prezydenta RP zdobyła drużyna Sekcji Narciarskiej WKS „Sanok” oraz zaznaczono, iż uroczystość wręczenia trofeum odbędzie się w innym terminie. W sezonie 1936/1937 WKS Sanok zajął drugie miejsce w ramach klasyfikacji towarzystw narciarskich wojskowych w zakresie liczby członków odznaczonych „Odznaką za Sprawność PZN”.
Pod koniec sezonu 1934/35 stowarzyszenie działające jako „Towarzystwo Narciarskie 2psp Sanok” zrzeszało 465 członków (pod względem liczebności ustępował jedynie trzem z ewidencjonowanych 214 towarzystw PZN, mianowicie ŚKN Katowice oraz krakowskim TTN i SN ŻKS Makkabi) i mogło wystawić wówczas reprezentantów na XVI Walny Zjazd Delegatów PZN. W 1937 sekcja zrzeszała 163 członków i dysponowała jednym głosem na XVII Zjazd Delegatów PZN 11 lipca 1937. Na Walny Zjazd Delegatów PZN w dniu 30 lipca 1939 przewidziano udział ośmiu członków SN WKS Sanok. W 1939 SN WKS Sanoku przynależał do Okręgu VIII Przemyskiego PZN pod numerem ewidencyjnym towarzystwa 81.
W punktacji odznak za sprawność PZN za okres od 1926 do 1932 sekcja narciarska klubu zajmowała drugie miejsce ustępując jedynie zespołowi WKS 3 PSP z Bielska.
Podczas XII narodowych zawodów strzeleckich w Wilnie zespół WKS Sanok zdobył drużynowe mistrzostwo Polski w strzelaniu z karabina wojskowego w pozycji stojącej, zaś szef klubu mjr Matuszek wygrał kilka rywalizacji indywidualnych.
Od początku lat 20. działała także drużyna piłki nożnej (WKS) 2.PSP.
Po zakończeniu II wojny światowej w pierwszych latach Polski Ludowej działał także klub sportowy WKS Sanok.